# World Soccer
A WorldSoccer é uma revista do Reino Unido especializada em futebol. Reconhecida como uma das melhores revistas sobre futebol do mundo, desde 1982, a revista entrega o prêmio de Melhor jogador do ano, Técnico do ano e Equipe do ano.[carece de fontes?] A partir de 2005, também elege os prêmios de Revelação do ano e Árbitro do ano. O prêmio de melhor jogador é um dos mais reconhecidos do mundo, ao lado do Ballon d'Or, da revista France Football, e do The Best, premiação organizada pela FIFA.

## Prêmios

### Jogador do Ano
- 1982 –  Paolo Rossi (Juventus)
- 1983 –  Zico (Flamengo e Udinese)
- 1984 –  Michel Platini (Juventus)
- 1985 –  Michel Platini (Juventus)
- 1986 –  Diego Maradona (Napoli)
- 1987 –  Ruud Gullit (Milan)
- 1988 –  Marco van Basten (Milan)
- 1989 –  Ruud Gullit (Milan)
- 1990 –  Lothar Matthäus (Internazionale)
- 1991 –  Jean-Pierre Papin (Olympique de Marselha)
- 1992 –  Marco van Basten (Milan)
- 1993 –  Roberto Baggio (Juventus)
- 1994 –  Paolo Maldini (Milan)
- 1995 –  Gianluca Vialli (Juventus)
- 1996 –  Ronaldo (Barcelona)
- 1997 –  Ronaldo (Internazionale)
- 1998 –  Zinedine Zidane (Juventus)
- 1999 –  Rivaldo (Barcelona)
- 2000 –  Luís Figo (Real Madrid)
- 2001 –  Michael Owen (Liverpool)
- 2002 –  Ronaldo (Real Madrid)
- 2003 –  Pavel Nedved (Juventus)
- 2004 –  Ronaldinho Gaúcho (Barcelona)
- 2005 –  Ronaldinho Gaúcho (Barcelona)
- 2006 –  Fabio Cannavaro (Juventus e Real Madrid)
- 2007 –  Kaká (Milan)
- 2008 –  Cristiano Ronaldo (Manchester United)
- 2009 –  Lionel Messi (Barcelona)
- 2010 –  Xavi Hernández  (Barcelona)
- 2011 –  Lionel Messi (Barcelona)
- 2012 –  Lionel Messi (Barcelona)
- 2013 –  Cristiano Ronaldo (Real Madrid)
- 2014 –  Cristiano Ronaldo (Real Madrid)
- 2015 –  Lionel Messi (Barcelona)
- 2016 –  Cristiano Ronaldo (Real Madrid)
- 2017 –  Cristiano Ronaldo (Real Madrid)
- 2018 –  Luka Modric (Real Madrid)
- 2019 –  Lionel Messi (Barcelona)
- 2020 –  Robert Lewandowski (Bayern de Munique)
- 2021 –  Robert Lewandowski (Bayern de Munique)
- 2022 –  Lionel Messi (PSG)

### Técnico do Ano
- 1982 –  Enzo Bearzot (Itália)
- 1983 –  Sepp Piontek (Dinamarca)
- 1984 –  Michel Hidalgo (França)
- 1985 –  Terry Venables (Barcelona)
- 1986 –  Guy Thys (Bélgica)
- 1987 –  Johan Cruijff (Ajax)
- 1988 –  Rinus Michels (Holanda e Bayer Leverkusen)
- 1989 –  Arrigo Sacchi (Milan)
- 1990 –  Franz Beckenbauer (Alemanha Ocidental e Olympique de Marselha)
- 1991 –  Michel Platini (França)
- 1992 –  Richard Møller Nielsen (Dinamarca)
- 1993 –  Alex Ferguson (Manchester United)
- 1994 –  Carlos Alberto Parreira (Brasil)
- 1995 –  Louis van Gaal (Ajax)
- 1996 –  Berti Vogts (Alemanha)
- 1997 –  Ottmar Hitzfeld (Borussia Dortmund)
- 1998 –  Arsène Wenger (Arsenal)
- 1999 –  Alex Ferguson (Manchester United)
- 2000 –  Dino Zoff (Itália)
- 2001 –  Gérard Houllier (Liverpool)
- 2002 –  Guus Hiddink (Coreia do Sul e PSV Eindhoven)
- 2003 –  Carlo Ancelotti (Milan)
- 2004 –  José Mourinho (Porto e Chelsea)
- 2005 –  José Mourinho (Chelsea)
- 2006 –  Marcello Lippi (Itália)
- 2007 –  Sir Alex Ferguson (Manchester United)
- 2008 –  Sir Alex Ferguson (Manchester United)
- 2009 –  Josep Guardiola (Barcelona)
- 2010 –  José Mourinho (Real Madrid e Inter de Milão)
- 2011 –  Josep Guardiola (Barcelona)
- 2012 –  Vicente del Bosque (Seleção Espanhola)
- 2013 –  Jupp Heynckes (Bayern de Munique)
- 2014 –  Joachim Löw (Seleção Alemã)
- 2015 –  Luis Enrique (Barcelona)
- 2016 –  Claudio Ranieri (Leicester City)
- 2017 –  Zinedine Zidane (Real Madrid)
- 2018 –  Didier Deschamps (França)
- 2019 –  Jürgen Klopp (Liverpool)
- 2020 –  Hans-Dieter Flick (Bayern de Munique)
- 2021 –  Roberto Mancini (Seleção Italiana)
- 2022 –  Lionel Scaloni (Seleção Argentina)

### Equipe do Ano
| - 1982 – Seleção Brasileira - 1983 – Hamburgo - 1984 – Seleção Francesa - 1985 – Everton - 1986 – Seleção Argentina - 1987 – Porto - 1988 – Seleção Holandesa - 1989 – Milan - 1990 – Seleção Alemã - 1991 – Seleção Francesa - 1992 – Seleção Dinamarquesa - 1993 – Parma - 1994 – Milan - 1995 – Ajax - 1996 – Seleção Nigeriana (Olímpica) - 1997 – Borussia Dortmund - 1998 – Seleção Francesa - 1999 – Manchester United - 2000 – Real Madrid - 2001 – Liverpool | - 2002 – Seleção Brasileira - 2003 – Milan - 2004 – Seleção Grega - 2005 – Liverpool - 2006 – Barcelona - 2007 – Seleção Iraquiana - 2008 – Seleção Espanhola - 2009 – Barcelona - 2010 – Seleção Espanhola - 2011 – Barcelona - 2012 – Seleção Espanhola - 2013 – Bayern de Munique - 2014 – Seleção Alemã - 2015 – Barcelona - 2016 – Leicester City - 2017 – Real Madrid - 2018 – Seleção Francesa - 2019 – Liverpool - 2020 – Bayern de Munique - 2021 – Seleção Italiana - 2022 – Seleção Argentina |

### Melhor Jogadora do Ano
- 2020 –  Lucy Bronze (Lyon)
- 2021 –  Alexia Putellas (Barcelona)
- 2022 –  Beth Mead (Arsenal)

## Prêmios extintos

### Jogador Jovem do Ano
- 2005 –  Robinho (Santos e Real Madrid)
- 2006 –  Lionel Messi (Barcelona)
- 2007 –  Lionel Messi (Barcelona)
- 2008 –  Lionel Messi (Barcelona)
- 2009 –  Sergio Agüero (Atlético de Madrid)
- 2010 –  Thomas Müller (Bayern de Munique)
- 2011 –  Neymar (Santos)

### Árbitro do Ano
- 2005 –  Pierluigi Collina
- 2006 –  Horacio Elizondo